# Canezou

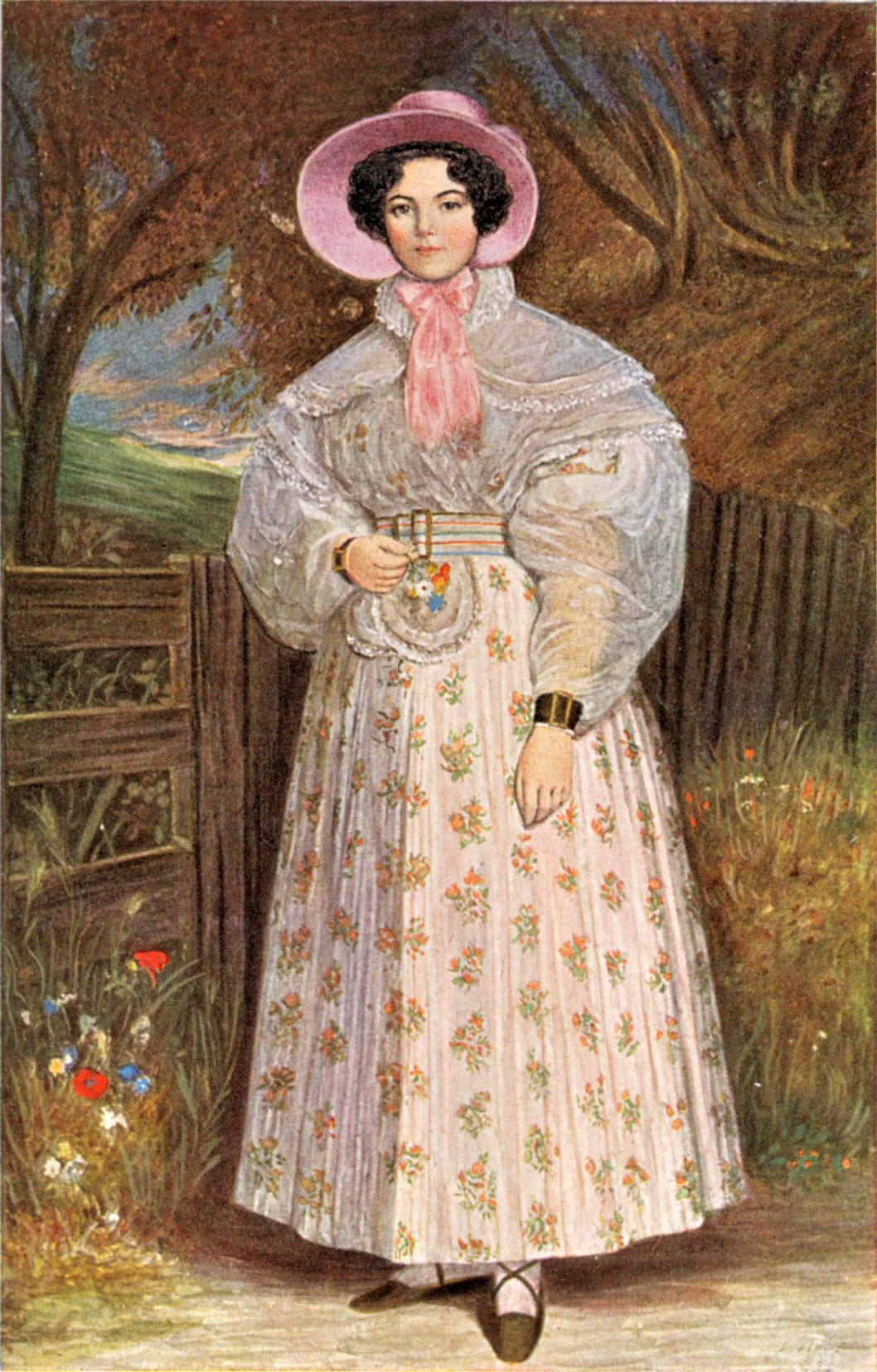
Kobieta w canezou - Charles Champmartin, Pani de Mirbel, 1831.

Canezou – duży kołnierz lub pelerynka z marszczonym kołnierzykiem noszona przez kobiety na sukniach z długimi rękawami w okresie romantyzmu. Niekiedy z rękawami, sięgająca najdalej do paska, który ją przytrzymywał.
Canezou szyto z lekkich tkanin, najczęściej muślinu i batystu, obszywano koronkami.